# Aliza Olmert

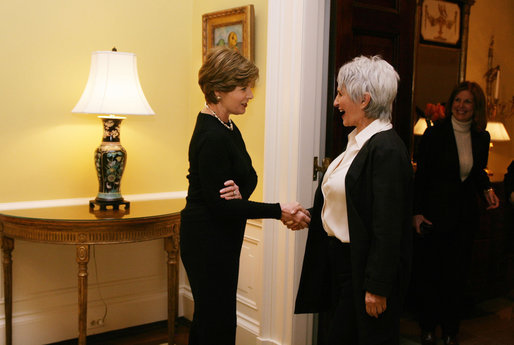
Laura Bush i Aliza Olmert

Aliza Olmert, z domu Richter (hebr. עליזה אולמרט; ur. 1946 w Eschwege) – izraelska artystka, pisarka, autorka sztuk teatralnych, fotografka i działaczka społeczna. Żona Premiera Izraela Ehuda Olmerta.

## Życiorys
Urodziła się w obozie dla osób przemieszczonych w Eschwege w Niemczech. Jej rodzice przed II wojną światową mieszkali w Łodzi. Ehuda Olmerta poznała na Uniwersytecie Hebrajskim w Jerozolimie, gdzie studiowała prace socjalną. W latach 1985–1988 studiowała na Akademii Sztuk Pięknych Bezalel.
Aliza Olmert jest zaangażowana w pomoc ubogim, a w szczególności dzieciom i ich rodzinom. Jest prezesem dwóch charytatywnych organizacji: Or Shalom i Tlalim. W Izraelu mówi się, iż była ona członkinią założycielką lewicowej organizacji „Kobiety w Czerni”, jednak brak jest potwierdzenia tych informacji. Uważana jest niemniej za osobę o poglądach mniej prawicowych niż jej mąż. Twierdzi, iż głosowała na niego po raz pierwszy dopiero w wyborach w 2006 roku.
Z Ehudem Olmertem ma czwórkę biologicznych dzieci i jedno adoptowane:
- Syn Michal jest psychologiem i zajmuje się prowadzeniem warsztatów z kreatywnego myślenia.
- Córka Dana wykłada literaturę na uniwersytecie w Tel Awiwie i jest edytorem literackim. Jest również lesbijką i mieszka ze swoją partnerką w Tel Awiwie. Jej rodzice zaakceptowali jej orientację seksualną i partnerkę. Dodatkowo udziela się w jerozolimskim oddziale izraelskiej organizacji praw człowieka Machsom Watch. W czerwcu 2006 uczestniczyła w marszu w Tel Awiwie, protestując przeciwko zabijaniu cywili przez wojsko w Strefie Gazy i na Zachodnim Brzegu. Spotkała się wówczas z krytyką ze strony środowisk prawicowych.
- Syn Shaul ożenił się z izraelską artystką i mieszka w Nowym Jorku. Przedtem, po odbyciu służby wojskowej, podpisał petycję izraelskiej organizacji lewicowej Yesh Gvul, a następnie był rzecznikiem swojego ulubionego klubu piłkarskiego, Beitar Jerozolima (którego kibice znani są ze skrajnie prawicowych poglądów).
- Najmłodszy syn Ariel nie służył w armii izraelskiej, ponieważ studiuje literaturę francuską na Sorbonie w Paryżu.
- Adoptowana córka ma na imię Shuli. Została osierocona przez matkę podczas porodu[2][3].

Oboje mieszkają w Jerozolimie w dzielnicy Katamon. Aliza Olmert płynnie mówi po polsku.